# Chaetostomella alini
Chaetostomella alini es una especie de insecto del género Chaetostomella de la familia Tephritidae del orden Diptera.

## Historia
Erich Martin Hering la describió científicamente por primera vez en el año 1936.